# Istanbul Kumkapi
Istanbul Kumkapi – stacja kolejowa w Stambule, w Turcji. Stacja posiada 1 peron.